# Ana de Orléans
Ana Margarida Brígida Maria de Orléans (em francês:  Anne Marguerite Brigitte Marie d'Orléans; Woluwe-Saint-Pierre, 4 de dezembro de 1938), é uma princesa francesa da Casa de Orléans, e viúva do infante Carlos, Duque de Calábria. A quinta filha, terceira menina, do príncipe Henrique, Conde de Paris, e de sua esposa, a princesa Isabel de Orléans e Bragança.

## Família
Ana é a quinta filha do príncipe Henrique de Orléans, Conde de Paris e de dona Isabel de Orléans e Bragança, Princesa do Brasil. Seus avós paternos foram João de Orléans, duque de Guise e Isabel de Orleães; e seus avós maternos foram  dom Pedro de Alcântara de Orléans e Bragança, Príncipe Imperial do Brasil e dona Elisabeth Dobrzensky de Dobrzenicz.

## Casamento e filhos
Os duques da Calábria se conheceram em Atenas, em 1962, durante as celebrações do casamento dos futuros reis da Espanha. Ana era a dama-de-honra da princesa Sofia da Grécia e Dinamarca e Carlos era colega de escola de Juan Carlos da Espanha.
Ana de Orleães e Carlos, Duque de Calábria, filho do infante Afonso de Bourbon-Duas Sicílias e da princesa Alice de Bourbon-Parma, casaram-se em 12 de maio de 1965. Atualmente, Carlos goza do status de Infante de Espanha, por concessão do rei Juan Carlos I de Espanha. O casal tem cinco filhos:
- Cristina de Bourbon-Duas Sicílias (1966), casada com Pedro López-Quesada y Fernández-Urrutia.
  - Victoria López-Quesada y de Bourbon-Duas Sicílias (n. 1997)
  - Pedro López-Quesada y de Bourbon-Duas Sicílias (b. 2003)
- Maria de Bourbon-Duas Sicílias (1967), casada com o arquiduque Simeão da Áustria.
  - Johannes da Áustria (n. 1997)
  - Ludwig da Áustria (n. 1998)
  - Isabelle da Áustria (n. 2000)
  - Carlota da Áustria (n. 2003)
  - Philipp da Áustria (n. 2007)
- Pedro de Bourbon-Duas Sicílias, Duque de Calábria (1968), casado com Sofía Landaluce y Melgarejo.
  - Jaime de Bourbon-Duas Sicílias, Duque de Noto e Capua (n. 1993)
  - Juan de Bourbon-Duas Sicílias (n. 2003)
  - Pablo de Bourbon-Duas Sicílias (n. 2004)
  - Pedro de Bourbon-Duas Sicílias (n. 2007)
  - Sofía de Bourbon-Duas Sicílias (n. 2008)
  - Blanca de Bourbon-Duas Sicílias (n. 2011)

- - María de Bourbon-Duas Sicílias (n. 2015)
- Inês de Bourbon-Duas Sicílias (1971), casada com Michele Carelli Palombi dei Marchesi di Raiano.
  - Teresa Carrelli Palombi dei Marchesi di Raiano (n. 2003)
  - Blanca Carrelli Palombi dei Marchesi di Raiano (n. 2005)
- Vitória de Bourbon-Duas Sicílias (1976), casada com Markos Nomikos.
  - Anastasios Nomikos (n. 2005)
  - Ana Nomikos (n. 2006)
  - Carlos Nomikos (n. 2008)
  - Simeon Nomikos (n. 2012)

## Títulos, estilos e honras

### Títulos e estilos
- 1938–1965: Sua Alteza Real a princesa Ana de Orléans
- 1965–1994: Sua Alteza Real a princesa Ana de Bourbon-Duas Sicílias, Duquesa de Calábria, Princesa de Orléans
- 1994–2015: Sua Alteza Real a princesa Ana de Bourbon-Duas Sicílias, Duquesa de Calábria, Grande de Espanha, Princesa de Orléans
- 2015–2017: Sua Alteza Real a princesa Ana de Bourbon-Duas Sicílias, Duquesa-viúva de Calábria, Condessa-viúva de Caserta, Grande de Espanha, Princesa de Orléans
- 2017-presente: Sua Alteza Real a Duquesa-viúva de Calábria, Condessa-viúva de Caserta, Grande de Espanha, Princesa de Bourbon-Duas Sicílias, Princesa de Orléans